# Watson (Saskatchewan)
Watson es un pueblo canadiense situado en la provincia de Saskatchewan.

## Superficie
Watson tiene una superficie de 2,96 km².

## Demografía
En 2021, tenía 707 habitantes, una densidad poblacional de 239,1 hab./km², y 356 viviendas.